# し
し、シは、日本語の音節のひとつであり、仮名のひとつである。1モーラを形成する。五十音図において第3行第2段（さ行い段）に位置する。清音の他、濁音（じ、ジ）を持つ。

## 概要

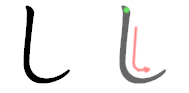
「し」の筆順

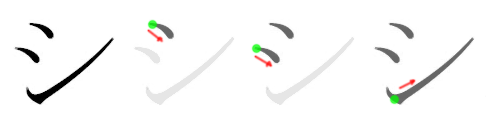
「シ」の筆順

- 現代標準語の音韻: 1子音と1母音「い」から成る音。子音は、次の通り。
  - 清音 「し」: 上歯茎の後ろから硬口蓋近くの範囲に舌の前部を近づけて、隙間から息を摩擦させて通すときに出る無声音である。国際音声記号では無声歯茎硬口蓋摩擦音[ɕ]または無声後部歯茎摩擦音[ʃ]で表される。どちらかといえば、[ɕ]が近く、[ʃ]で表される場合でも英語の sh よりも調音部位の範囲が広い。
  - 濁音 「じ」: 舌の前部を上歯茎の後ろから硬口蓋近くの範囲に近づけて、隙間から声を摩擦させて通すときに出る有声摩擦音、すなわち「し」の有声音。または、いったん舌の前部を上歯茎の後ろから硬口蓋近くの範囲に付けて、離すときに、狭い隙間を作って摩擦した音を出す有声破擦音、すなわち「ち」の子音の有声音である。これら二つの「じ」の発音は、一般に現代日本語の話者には違いをほとんど聞き分けられず、意味上の差異はない。だいたいにおいて破擦音は語頭、撥音のあとで現れ、摩擦音は語中で現れる。「じ」は「ぢ」と同じ発音であり、現代標準語では「じ」と「ぢ」を音の上で区別しない。現代仮名遣いでは、例外を除いて「ぢ」で書かれてきたものをすべて「じ」で書く。国際音声記号では有声歯茎硬口蓋摩擦音[ʑ]・有声歯茎硬口蓋破擦音[d͡ʑ]または有声後部歯茎摩擦音[ʒ]・有声後部歯茎破擦音[d͡ʒ]で記述される。どちらかといえば[ʑ, d͡ʑ]が近く、[ʒ, d͡ʒ]で表される場合でも英語のvisionなどの s や j よりも調音部位の範囲が広い。
- 五十音順: 第12位。
- いろは順: 第42位。「み」の次。「ゑ」の前。
- 平仮名「し」の字形: 「之」の草体
- 片仮名「シ」の字形: 「之」の草体の変形
- 変体仮名（志）
- ローマ字
  - し: shi。訓令式などではsi
  - じ: ji。訓令式などではzi
- 点字:
- 通話表: 「新聞のシ」
- モールス信号: －－・－・
- 手旗信号：5→7

- 発音: し[ヘルプ/ファイル]

## 発音に関わる諸事項
- 上代の「し」は [t͡si̞]、[t͡ʃi̞]、[ʃi̞] いずれとも論じられているが、確定しがたい。室町時代末には [ʃi̞] と発音された[1]。
- や行の文字を後続させて、開拗音を構成及び表記する。「しや」「しゆ」「しよ」などの字音表記は平安時代中期以前にも見られるが、「シアク」などの表記もあり、一音節の拗音であるかは定かでない。鎌倉時代には「しゆう」と「しう」「しふ」、「しよう」と「せう」「せふ」の間の混同が見られ、この頃には「しゅう」「しょう」の拗長音が成立していたと考えられる。「しゃう」は室町時代末には「しゅう」「せう・せふ」の類に近づき、江戸時代には発音上区別が無くなった[1]。
  - 現在の拗音表記では、後続するや行の文字は一般に小さく書く。
- さ行の中で唯一調音点が異なっている。「さ、す、せ、そ」と同じ調音点で発音すると[si̞]となるが、これは日本語にはない音であり、対応する文字もない。外来語などに用いる際は「スィ」と表記される。訓令式ローマ字表記の「si」も、「すぃ」と発音される事がある。
  - 「し」の調音点は、拗音の「しゃ、しゅ、しょ」と同じであり、音声学に即するなら「しゃ行に属する」と言える。「しゃ、し、しゅ、シェ、しょ」は国際音声記号では、[ʃä/ɕä], [ʃi̞/ɕi̞], [ʃɯ̹˕/ɕɯ̹˕], [ʃe̞/ɕe̞], [ʃo̜ ̞/ɕo̜ ̞]と表せる。ヘボン式ローマ字表記の「shi」も、この発音に従った物である。

## 「し」に関わる諸事項

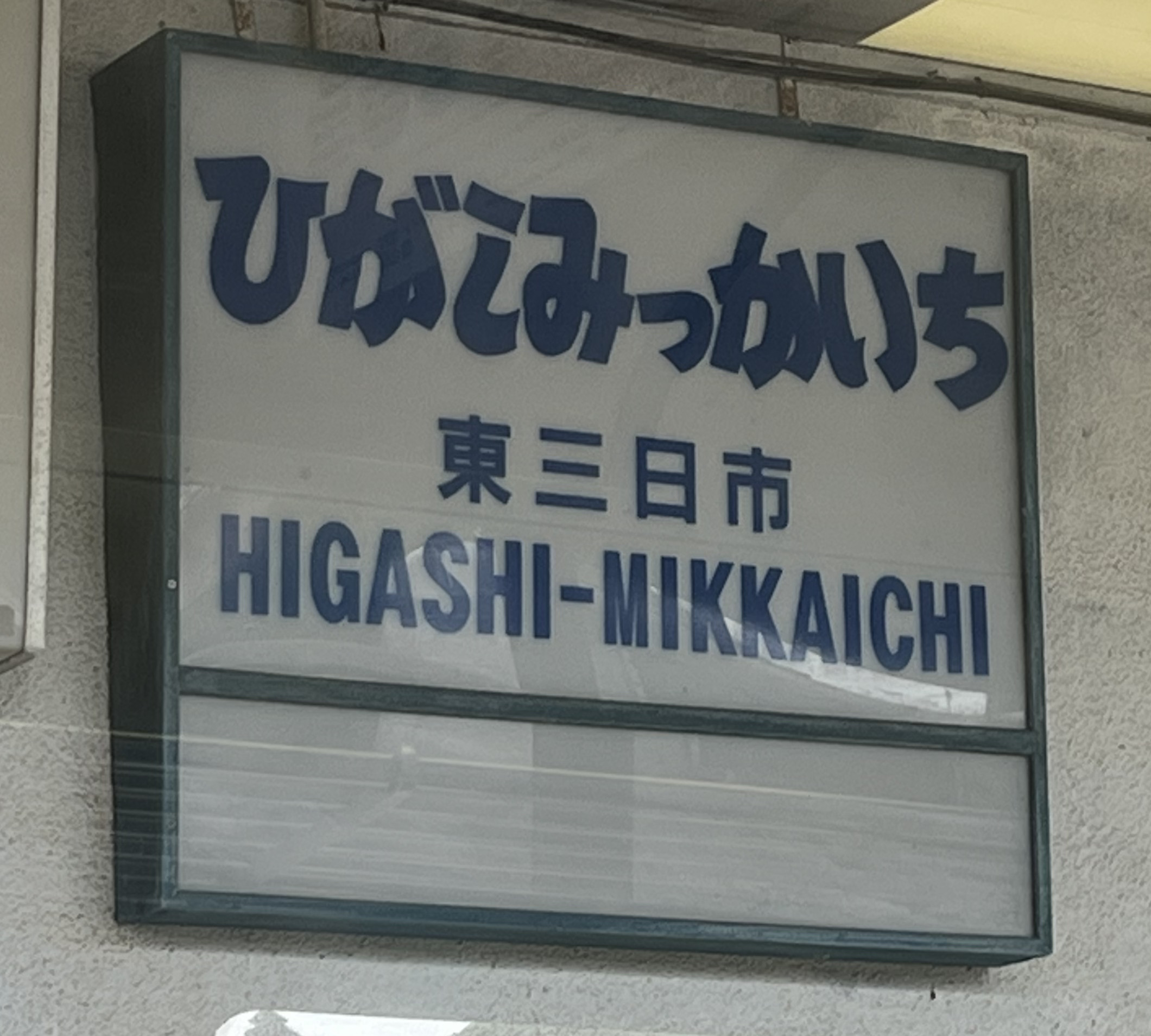
点のある「し」が使われている例。東三日市駅の駅名票

- 平仮名の「し」は、一般にのようであるが、のように上に点を打ったり、それをさらにのように続けて書いたりする字体がある。[要出典]
- 「死」に通じるため、自動車用ナンバープレートには用いられない（→お・へ・ん）。しかし、一部の市町村の原付ナンバーには用いられている。
- ボードゲームのごいたの駒の一種に「し」と書いてある駒があり、これは将棋の歩兵に相当する駒である。

## 「シ」に関わる諸事項
- 片仮名の「シ」は「氵」（さんずい）に似ているが、両者とも全くの無関係である。「シ」は「之」の草体の変形が元になっている。ただ、インターネットでは、「波」を「ｼ皮」(半角のｼ + 皮)と倍角文字代わりに表記するように、「シ」がさんずいに代用されることがある。
- 片仮名の「シ」は片仮名の「ツ」と形が似ているため、2ちゃんねるなどインターネットでは、「ツ」の置き換えで「シ」が使われることがある。例として、奴→ヤツ→ヤシ→香具師のように変化する。
  - 同様の理由により、輸入品に表示されている表記が間違っていることがある（カジュアル→カヅュアル、シャンデリア→ツャソデリア）。（誤植#外国人による日本語の誤植も参照）
  - 同様の理由により、大人になっても片仮名の「シ」が書けない人は少なくない。「ツ」の3画目払い下げを払い上げにしただけと勘違いしている人がいるが、「シ」の始筆は縦に並び「ツ」のそれは横に並ぶ。両字を草書風に画を連続して書くと、「シ」は「し」に、「ツ」は「つ」になる。これは平仮名、片仮名共に（「シ」と「し」、「ツ」と「つ」）それぞれ元となった漢字が同じためで、その筆順及び払い上げ・下げの違いは明らかである。
- 音階に片仮名の「シ」が用いられる。
- 鉄道車両の記号「シ」は、食堂車を表す。
  - または、 貨車のうち大物車を表す。